# Daniel Bernoulli (Geologe)

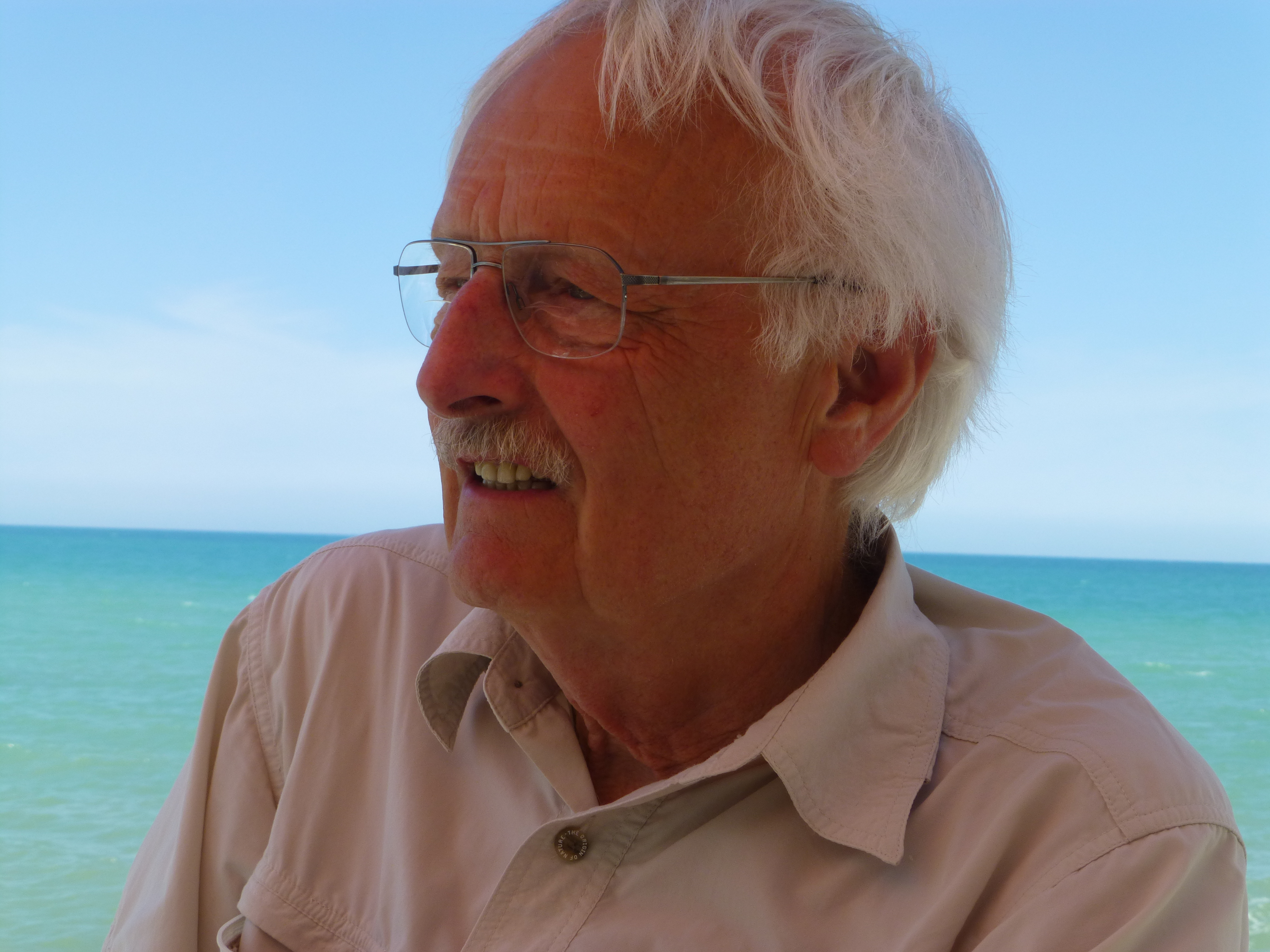
Daniel Bernoulli (2013)

Daniel Bernoulli (* 11. Juni 1936 in Basel) ist ein Schweizer Geologe. Er war ordentlicher Professor an der ETH Zürich und Dozent an der Universität Zürich. Er befasst sich mit Sedimentologie und Tektonik besonders in den Alpen.

## Leben
Bernoulli wurde 1963 in Basel promoviert  und war danach 1963 bis 1967 dann Erdölgeologe bei einer niederländischen Erdölgesellschaft in Den Haag (Bataafse Internationale Petroleum Mij, eine Shell-Tochter). Ab 1967 war er Assistent am Geologisch-Paläontologischen Institut der Universität Basel bei Hans Peter Laubscher, wo er sich 1970 habilitierte und 1973 Professor wurde. Seit 1986 war er Professor an der ETH Zürich und der Universität Zürich.
Daniel Bernoulli stammt wie sein berühmter Namensvetter, der Mathematiker und Physiker Daniel Bernoulli, aus der Gelehrtenfamilie Bernoulli und ist ein Nachfahre von Niklaus Bernoulli und seines Sohns Hieronymus (1669–1760).
Bernoulli war einer derjenigen, die ab den 1960er Jahren die Alpenbildung nach den Methoden der sich in den 1960er Jahren durchsetzenden Plattentektonik untersuchten. Vergleichende Untersuchungen mit Sedimenten des Nordatlantik dienten ihm zur Rekonstruktion der Tethys in den Sedimentablagerungen der Alpen und er wies nach, dass sie teilweise in der Tiefsee gebildet wurden. Er untersuchte Bruchzonenbildung (Grabenbildung, Rifting) bei passiven Kontinentalrändern im alpin-mediterranen Raum und er verfolgte auch Anwendungen in der Erdölgeologie aus dem Vergleich von seismischen Erkundungen und geologischen Felderkundungen im Apennin-Massif.
2003 erhielt er die Leopold-von-Buch-Plakette, 2011 die Gustav-Steinmann-Medaille.

## Schriften
- mit Hans Peter Laubscher: Cross section from the Rhine Graben to the Po Plain. In: Schweizer Geologische Kommission (Hrsg.): Geology of Switzerland. Wepf, Basel 1980, S. 183–190.
- mit Hans Peter Laubscher: History and Deformation of the Alps. In: Kenneth Hsü (Hrsg.): Mountain Building Processes. Academic Press 1982, S. 169–180.